# Lista siturilor arheologice din județul Constanța - S
Lista siturilor arheologice din județul Constanța - S conține toate siturile arheologice din județul Constanța înscrise în Repertoriul Arheologic Național (RAN) și aflate în localități al căror nume începe cu litera S. RAN este administrat de Ministerul Culturii și Patrimoniului Național și cuprinde date științifice, cartografice, topografice, imagini și planuri, precum și orice alte informații privitoare la zonele cu potențial arheologic, studiate sau nu, încă existente sau dispărute.
Puteți căuta un sit din localitățile care încep cu litera S folosind formularul de mai jos sau puteți naviga prin toate siturile din județ la Lista siturilor arheologice din județul Constanța.
| Cuprins                                                       |
| ------------------------------------------------------------- |
| Top - A B C D E F G H I J K L M N O P Q R S Ș T Ț U V W X Y Z |

| Cod RAN                                  | Denumire | Localitate                        | Adresă          | Datare                           | Descoperit | Coordonate                                    | Imagine           | Erori            |
| ---------------------------------------- | --- | --------------------------------- | --------------- | -------------------------------- | ---------- | --------------------------------------------- | ----------------- | ---------------- |
| 62510.01.01 (Cod LMI: CT-I-m-B-02743.01) | Așezarea medievală de la Satu Nou - "La Cetate" / ansamblu anonim (Categorie: locuire civilă) (Tip: Așezare fortificată)             | sat Satu Nou, comuna Oltina       | La Cetate       | sec. X-XI                        |            | 44°11′39″N 27°36′11″E / 44.19427°N 27.60295°E | Încărcați imagine | Raportați eroare |
| 62510.01.02                              | Așezarea medievală de la Satu Nou - "La Cetate" / ansamblu anonim (Categorie: locuire civilă) (Tip: Necropolă de incinerație)        | sat Satu Nou, comuna Oltina       | La Cetate       | sec. X-XI                        |            | 44°11′39″N 27°36′11″E / 44.19427°N 27.60295°E | Încărcați imagine | Raportați eroare |
| 62510.03.01                              | Situl arheologic de la Satu Nou - "Vadul vacilor" / ansamblu anonim (Categorie: locuire civilă) (Tip: Fortificație de tip "dava")    | sat Satu Nou, comuna Oltina       | Vadul vacilor   | geto-dacică sec. II a. Chr.      |            | 44°11′28″N 27°35′44″E / 44.19111°N 27.59549°E | Încărcați imagine | Raportați eroare |
| 62510.03.02                              | Situl arheologic de la Satu Nou - "Vadul vacilor" / ansamblu anonim (Categorie: locuire civilă) (Tip: Așezare)                       | sat Satu Nou, comuna Oltina       | Vadul vacilor   |                                  |            | 44°11′28″N 27°35′44″E / 44.19111°N 27.59549°E | Încărcați imagine | Raportați eroare |
| 62510.03.03                              | Situl arheologic de la Satu Nou - "Vadul vacilor" / ansamblu anonim (Categorie: locuire civilă) (Tip: castru de piatră)              | sat Satu Nou, comuna Oltina       | Vadul vacilor   | sec. IV-V d.Chr                  |            | 44°11′28″N 27°35′44″E / 44.19111°N 27.59549°E | Încărcați imagine | Raportați eroare |
| 62510.04.01 (Cod LMI: CT-I-s-B-20168)    | Situl arheologic de la Satu Nou - "Capul dealului" / ansamblu anonim (Categorie: locuire civilă) (Tip: Așezare fortificată)          | sat Satu Nou, comuna Oltina       | Capul dealului  | sec. IX - XI                     |            |                                               | Încărcați imagine | Raportați eroare |
| 62510.04.02 (Cod LMI: CT-I-s-B-20168)    | Situl arheologic de la Satu Nou - "Capul dealului" / ansamblu anonim (Categorie: locuire civilă) (Tip: Așezare)                      | sat Satu Nou, comuna Oltina       | Capul dealului  |                                  |            |                                               | Încărcați imagine | Raportați eroare |
| 62510.04.03 (Cod LMI: CT-I-s-B-20168)    | Situl arheologic de la Satu Nou - "Capul dealului" / ansamblu anonim (Categorie: locuire civilă) (Tip: Așezare)                      | sat Satu Nou, comuna Oltina       | Capul dealului  | Coslogeni                        |            |                                               | Încărcați imagine | Raportați eroare |
| 62510.04.04 (Cod LMI: CT-I-s-B-20168)    | Situl arheologic de la Satu Nou - "Capul dealului" / ansamblu anonim (Categorie: locuire civilă) (Tip: Necropolă)                    | sat Satu Nou, comuna Oltina       | Capul dealului  |                                  |            |                                               | Încărcați imagine | Raportați eroare |
| 62510.05.01                              | Necropola medievală de la Satu Nou - "La armane" / ansamblu anonim (Categorie: descoperire funerară) (Tip: Necropolă de incinerație) | sat Satu Nou, comuna Oltina       | La armane       | sec. IX-X                        |            |                                               | Încărcați imagine | Raportați eroare |
| 62887.01.01 (Cod LMI: CT-I-s-B-02744)    | Așezarea rurală elenistică de la Săcele / ansamblu anonim (Categorie: locuire civilă) (Tip: Așezare rurală)                          | sat Săcele, comuna Săcele         |                 | greacă sec. III - II a. Chr.     |            |                                               | Încărcați imagine | Raportați eroare |
| 62887.02.01 (Cod LMI: CT-I-s-B-02745)    | Așezarea romană de la Săcele / ansamblu anonim (Categorie: locuire civilă) (Tip: Așezare)                                            | sat Săcele, comuna Săcele         |                 | sec. I - III                     |            |                                               | Încărcați imagine | Raportați eroare |
| 62912.04.01 (Cod LMI: CT-I-s-B-02746)    | Fortificația romano-bizantină de la Seimeni / ansamblu anonim (Categorie: fortificație) (Tip: Fortificație)                          | sat Seimeni, comuna Seimeni       |                 | sec. IV - VI                     |            |                                               | Încărcați imagine | Raportați eroare |
| 62912.02.01 (Cod LMI: CT-I-s-B-02747)    | Așezarea medievală de la Seimeni / ansamblu anonim (Categorie: locuire civilă) (Tip: Așezare)                                        | sat Seimeni, comuna Seimeni       |                 | sec. IX - X                      |            |                                               | Încărcați imagine | Raportați eroare |
| 62930.01.01 (Cod LMI: CT-I-s-B-02748)    | Așezarea medievală de la Seimenii Mici / ansamblu anonim (Categorie: locuire civilă) (Tip: Așezare fortificată)                      | sat Seimenii Mici, comuna Seimeni |                 | sec. IX - XI                     |            |                                               | Încărcați imagine | Raportați eroare |
| 62930.02.01 (Cod LMI: CT-I-s-A-02749)    | Tumulii de la Seimenii Mici / ansamblu anonim (Categorie: descoperire funerară) (Tip: Grup de tumuli)                                | sat Seimenii Mici, comuna Seimeni |                 |                                  |            | 44°21′55″N 28°07′07″E / 44.36525°N 28.11871°E | Încărcați imagine | Raportați eroare |
| 62244.01.01 (Cod LMI: CT-I-s-B-02750)    | Așezarea daco-romană de la Sibioara / ansamblu anonim (Categorie: locuire civilă) (Tip: Așezare)                                     | sat Sibioara, comuna Lumina       |                 | sec. I - IV                      | 1980       |                                               | Încărcați imagine | Raportați eroare |
| 62244.02.01 (Cod LMI: CT-I-s-A-02751)    | Tumulii de la Sibioara / ansamblu anonim (Categorie: descoperire funerară) (Tip: Grup de tumuli)                                     | sat Sibioara, comuna Lumina       |                 |                                  |            | 44°21′05″N 28°32′15″E / 44.35145°N 28.53756°E | Încărcați imagine | Raportați eroare |
| 62271.01.01 (Cod LMI: CT-I-m-B-02752.02) | Situl arheologic de la Sinoe - "Peninsula Sinoe" / ansamblu anonim (Categorie: locuire civilă) (Tip: Așezare fortificată)            | sat Sinoie, comuna Mihai Viteazu  | Peninsula Sinoe | greacă sec. VI - V a. Chr.       |            | 44°37′46″N 28°48′27″E / 44.62944°N 28.8075°E  | Încărcați imagine | Raportați eroare |
| 62271.01.02 (Cod LMI: CT-I-m-B-02752.01) | Situl arheologic de la Sinoe - "Peninsula Sinoe" / ansamblu anonim (Categorie: locuire civilă) (Tip: Așezare)                        | sat Sinoie, comuna Mihai Viteazu  | Peninsula Sinoe | sec. III - IV                    |            | 44°37′46″N 28°48′27″E / 44.62944°N 28.8075°E  | Încărcați imagine | Raportați eroare |
| 62271.01.03 (Cod LMI: CT-I-m-B-02752.03) | Situl arheologic de la Sinoe - "Peninsula Sinoe" / ansamblu anonim (Categorie: locuire civilă) (Tip: Val)                            | sat Sinoie, comuna Mihai Viteazu  | Peninsula Sinoe | greacă sec. VI - V a. Chr.       |            | 44°37′46″N 28°48′27″E / 44.62944°N 28.8075°E  | Încărcați imagine | Raportați eroare |
| 62869.01.01 (Cod LMI: CT-I-s-B-02753)    | Așezarea romano-bizantină de la Stejaru - "La piatra" / ansamblu anonim (Categorie: locuire civilă) (Tip: Așezare)                   | sat Stejaru, comuna Saraiu        | La piatra       | sec. V - VI                      |            |                                               | Încărcați imagine | Raportați eroare |
| 62869.02.01 (Cod LMI: CT-I-m-B-02754.01) | Așezarea Noua și Coslogeni de la Stejaru / ansamblu anonim (Categorie: locuire civilă) (Tip: Așezare)                                | sat Stejaru, comuna Saraiu        |                 | Coslogeni sec. XV - XIII a. Chr. |            |                                               | Încărcați imagine | Raportați eroare |
| 62869.02.02 (Cod LMI: CT-I-m-B-02754.02) | Așezarea Noua și Coslogeni de la Stejaru / ansamblu anonim (Categorie: locuire civilă) (Tip: Așezare)                                | sat Stejaru, comuna Saraiu        |                 | Noua sec. XV - XIII a. Chr.      |            |                                               | Încărcați imagine | Raportați eroare |
| 61666.01.01 (Cod LMI: CT-I-s-B-02755)    | Așezarea rurală romană de la Straja / ansamblu anonim (Categorie: locuire civilă) (Tip: Așezare rurală)                              | sat Straja, comuna Cumpăna        |                 | sec. II - III                    |            |                                               | Încărcați imagine | Raportați eroare |
| 61666.02.01 (Cod LMI: CT-I-s-B-20169)    | Castrul medieval timpuriu de la Straja / ansamblu Castru adiacent valului de piatră (Categorie: locuire militară) (Tip: Castru)      | sat Straja, comuna Cumpăna        |                 | sec. IX - X                      |            |                                               | Încărcați imagine | Raportați eroare |
| 62510.02.01                              | Situl arheologic de la Satu Nou - "Valea lui Voicu" / ansamblu anonim (Categorie: locuire civilă) (Tip: Așezare)                     | sat Satu Nou, comuna Oltina       | Valea lui Voicu | Babadag                          |            |                                               | Încărcați imagine | Raportați eroare |
| 62333.02.02                              | Situl arheologic de la Satu Nou - "Valea lui Voicu" / ansamblu anonim (Categorie: locuire civilă) (Tip: Așezare)                     | sat Satu Nou, comuna Oltina       | Valea lui Voicu | sec.III-I î.Chr.                 |            |                                               | Încărcați imagine | Raportați eroare |
| 62510.02.03                              | Situl arheologic de la Satu Nou - "Valea lui Voicu" / ansamblu anonim (Categorie: locuire civilă) (Tip: Așezare)                     | sat Satu Nou, comuna Oltina       | Valea lui Voicu | sec. I - III                     |            |                                               | Încărcați imagine | Raportați eroare |
| 61602.03.01 (Cod LMI: CT-I-s-B-02756)    | Așezarea medievală de la Stupina - "La derea" / ansamblu anonim (Categorie: locuire civilă) (Tip: Așezare fortificată)               | sat Stupina, comuna Crucea        | La derea        | sec. IX-XII                      |            |                                               | Încărcați imagine | Raportați eroare |
| 62912.01.01                              | Situl arheologic de la Seimeni - Valea Siliștei / ansamblu anonim (Categorie: locuire) (Tip: Așezare)                                | sat Seimeni, comuna Seimeni       | Valea Siliștei  | sec. X - XIII                    |            |                                               | Încărcați imagine | Raportați eroare |
| 62912.01.02                              | Situl arheologic de la Seimeni - Valea Siliștei / ansamblu anonim (Categorie: locuire) (Tip: Așezare)                                | sat Seimeni, comuna Seimeni       | Valea Siliștei  | sec. IV - VIII                   |            |                                               | Încărcați imagine | Raportați eroare |
| 62912.01.03                              | Situl arheologic de la Seimeni - Valea Siliștei / ansamblu anonim (Categorie: locuire) (Tip: Așezare)                                | sat Seimeni, comuna Seimeni       | Valea Siliștei  | sec. I - III                     |            |                                               | Încărcați imagine | Raportați eroare |
| 62912.01.04                              | Situl arheologic de la Seimeni - Valea Siliștei / ansamblu anonim (Categorie: locuire) (Tip: Așezare)                                | sat Seimeni, comuna Seimeni       | Valea Siliștei  |                                  |            |                                               | Încărcați imagine | Raportați eroare |
| 62324.01.01                              | Așezarea paleolitică de la Saligny / ansamblu anonim (Categorie: așezare) (Tip: Așezare deschisă)                                    | sat Saligny, comuna Saligny       |                 | musterian                        |            |                                               | Încărcați imagine | Raportați eroare |
| 62832.01.01                              | Așezarea medievală de la Saraiu / ansamblu anonim (Categorie: locuire) (Tip: Locuire)                                                | sat Saraiu, comuna Saraiu         |                 |                                  |            |                                               | Încărcați imagine | Raportați eroare |
| 62912.03.01                              | Așezarea Latene de la Seimeni - Seimenii Mari / ansamblu anonim (Categorie: așezare) (Tip: Așezare)                                  | sat Seimeni, comuna Seimeni       | Seimenii Mari   |                                  | 1977       |                                               | Încărcați imagine | Raportați eroare |
| 62510.06.01                              | Necropola hallstattiană de la Satu Nou / ansamblu anonim (Categorie: descoperire funerară) (Tip: Necropolă de incinerație)           | sat Satu Nou, comuna Oltina       |                 | sec. V-I a.Chr                   | 1968       |                                               | Încărcați imagine | Raportați eroare |
| 62510.06.01                              | Necropola hallstattiană de la Satu Nou / complex anonim (Categorie: descoperire funerară) (Tip: mormânt de incinerație)              | sat Satu Nou, comuna Oltina       |                 |                                  | 1968       |                                               | Încărcați imagine | Raportați eroare |
| 62510.07.01                              | Așezarea neolitică de la Satu Nou - Urs / ansamblu anonim (Categorie: așezare) (Tip: Așezare)                                        | sat Satu Nou, comuna Oltina       | Urs             | Hamangia - Golovița              |            |                                               | Încărcați imagine | Raportați eroare |
| 62510.07.02                              | Așezarea neolitică de la Satu Nou - Urs / ansamblu anonim (Categorie: așezare) (Tip: Așezare)                                        | sat Satu Nou, comuna Oltina       | Urs             | Hamangia                         |            |                                               | Încărcați imagine | Raportați eroare |
| 61666.03.01                              | Așezarea tardenoisiană de la Straja / ansamblu anonim (Categorie: așezare) (Tip: Așezare)                                            | sat Straja, comuna Cumpăna        |                 | tardenoisian                     |            |                                               | Încărcați imagine | Raportați eroare |
| 62958.01.01                              | Așezarea Latene de la Siliștea / ansamblu anonim (Categorie: locuire civilă) (Tip: Așezare)                                          | sat Siliștea, comuna Siliștea     |                 |                                  |            |                                               | Încărcați imagine | Raportați eroare |
| 62388.01.01                              | Descoperirile izolate de la Siminoc / ansamblu anonim (Categorie: descoperiri izolate de artefacte) (Tip: neprecizat)                | sat Siminoc, oraș Murfatlar       |                 | romană                           |            |                                               | Încărcați imagine | Raportați eroare |
| 62271.02.01                              | Așezarea romană de la Sinoie - sat / ansamblu anonim (Categorie: așezare) (Tip: Locuire)                                             | sat Sinoie, comuna Mihai Viteazu  | sat             | romană                           |            |                                               | Încărcați imagine | Raportați eroare |
| 61602.02                                 | tumul | sat Stupina, comuna Crucea        | tumul           |                                  |            |                                               | Încărcați imagine | Raportați eroare |
| 62912.05.01                              | Așezarea getică fortificată de la Seimeni / ansamblu anonim (Categorie: locuire) (Tip: așezare fortificată)                          | sat Seimeni, comuna Seimeni       |                 | getică                           |            | 44°23′14″N 28°03′45″E / 44.3872°N 28.06251°E  | Încărcați imagine | Raportați eroare |